# Kurażyn
Kurażyn (ukr. Куражин) – wieś na Ukrainie, w obwodzie chmielnickim, w rejonie nowouszyckim.